# Star Fucking Hipsters
Star Fucking Hipsters is een Amerikaanse punkband opgericht in New York in 2005. De band heeft albums uitgebracht bij onder andere de punklabels Fat Wreck Chords en Alternative Tentacles.

## Geschiedenis

### Vroege formatie (2005)
De band werd opgericht in 2005 door Stza (zanger en gitarist van Leftöver Crack) en drummer Brandon Chevalier-Kolling. Brandon overleed hetzelfde jaar echter. Stza besloot om het project door te zetten met een formatie die bestond uit zanger Kisston (van Help Me Help Me I Can't Breathe), gitarist Jamie Toulon (van Old Skull), en drummer GiGi (van Another Dying Democracy). Met deze formatie speelde de band slechts twee shows in de zomer van 2005, waarna de band uit elkaar viel.

### Until We're Dead(2006-2009)
Het jaar daarop schreef en oefende Stza zeven nieuwe nummers samen met drummer Ara Babajian (van Leftöver Crack) en gitarist Frank Piegaro (van Ensign). Drie van deze nummers werden gebruikt voor het album Deadline, een splitalbum van Leftöver Crack en Citizen Fish uit 2007. De andere vier vormden de basis voor het eerste album van Star Fucking Hipsters. De band ging verder met een bijna volledige nieuwe formatie, bestaande uit Stza, Babajian, Piegaro, zanger Nico de Gaillo (van Casa De Chihuahua) en bassist Yula Beeri (van The World/Inferno Friendship Society en Nanuchka). Het debuutalbum Until We're Dead werd uitgegeven op 30 september 2008 door Fat Wreck Chords. Op 23 december werd er een videoclip voor het nummer "Two Cups of Tea" uitgegeven. Kort hierna verlieten Babajian en Beeri de band waarop ze werden vervangen door drummer Brian ”Pnut” Kozuch en bassist Chris Pothier (van BIG Attack!).

### Never Rest in Peace(2009-2011)
Het tweede studioalbum, getiteld Never Rest in Peace, werd uitgegeven op 20 oktober 2009 door Alternative Tentacles. Voor het nummer "3000 Miles Away" werd in november 2009 een videoclip gemaakt waar acteur Ethan Suplee in te zien is. De videoclip werd in januari 2010 gepubliceerd door Punknews.org. Gedurende deze periode werd er over de band geschreven in Shoplifting from American Apparel, een novelle van Tao Lin.

### From the Dumpster to the Grave(2011-heden)
Het derde studioalbum van de band, dat oorspronkelijk Ska Fucking Hipsters getiteld zou worden, werd op 11 oktober 2011 uitgegeven door Fat Wreck Chords onder de titel From the Dumpster to the Grave. Tijdens de opnames verliet drummer P.Nut de band en werd hij vervangen door Mikey Erg (van The Ergs!).
Op 27 maart 2011 maakte de band bekend dat Nico de band zou verlaten. De dinsdag daarop werd ze vervangen door Kelsy (van  Chump-Change). Alhoewel Nico de band had verlaten en al snel was vervangen, had ze wel al haar zangpartijen voor het album opgenomen, waardoor deze ook op het album te horen zijn. 
Even later werd op 5 april 2011 bekendgemaakt dat de band plannen had om een splitalbum op te nemen met de punkband Jesus Fucking Christ, dat uitgegeven zou worden via Inimical Records. Star Fucking Hipsters nam drie nummers op voor het album, waaronder een cover van het nummer "Media Person" van de Britse punkband Rudimentary Peni. Dit album werd op 26 juni 2012 uitgegeven en is getiteld The Fucking Split.

## Leden
| Voormalige leden - Brandon Chevalier-Kolling - drums (2005) - Kisston - zang (2005) - Jamie Toulon - gitaar (2005) - GiGi - drums (2005) - Ara Babajian - drums (2006-2008) - Nico de Gaillo - zang (2006-2011) - Yula Beeri - basgitaar (2006-2009) - Alex Charpentier - drums (2008-2009) - Brian "Pnut" Kozuch - drums (2009-2011) | Huidige leden - Stza - zang, gitaar (2005-heden) - Frank Piegaro - gitaar (2006-heden) - Chris Pothier - basgitaar (2009-heden) - Mikey Erg - drums (2011-heden) - Kelsey "Kill-C" - zang (2011-heden) |

## Discografie
- Until We're Dead (2008)
- Never Rest in Peace (2009)
- From the Dumpster to the Grave (2011)
- The Fucking Split (splitalbum met Jesus Fucking Christ, 2012)